# Héniochie

L'Héniochie (ici orthographié Heniokheti (du ჰენიოხეთი)) au sud-ouest.

L'Héniochie ou « pays des cochers » (du grec ἡνίοχος, le cocher) apparaît à différentes reprises dans la Mythologie grecque et correspond probablement à la région de Colchide qui s'étend de Soukhoumi, anciennement Dioscurias, port du Pont Euxin, au Haut-plateau arménien ; cette hypothèse repose sur les écrits de Solin, selon lesquels l'Araxe, dont la source est voisine de celle de l'Euphrate, descend des montagnes de l'Héniochie.

## Histoire
Les Hénioques occupaient le long de la côte septentrionale du Pont-Euxin, le pays où sont établis ultérieurement les Abasques dont l'actuelle Abkhazie tire son nom. Cette partie maritime est dominée par une branche du Caucase, distinguée par le nom de Corax (« le corbeau »).
Selon Xénophon,, ce furent les Lacédémoniens, de tous les Grecs les moins adonnés au commerce, qui fondèrent une colonie sur la côte qui séparait les Achéens de la Colchide. Ils prirent le nom d'Hénioques ou Hénioches (cochers) et appelèrent leur capitale Dioscurias, plus connue sous le nom de Sebastopolis, marché considérable de ces contrées, et devenue l'actuelle ville de Soukhoumi.
Strabon ajoute que le nom de cette nation date de l’expédition de Jason en Colchide, époque où Rhécas et Amphistrate, écuyers des Dioscures (Cercius et Amphitus, selon Caïus Julius Solin), furent mis à la tête de cette nation.
Hénioche en grec signifie « cocher », mot à mot : « celui qui tient les rênes »,.
Pline nomme ces chefs Amphitos et Telchios, et leur attribue la fondation de la ville de Dioscurias. Amphistrate, était prince des Laconiens, anciennement Lacédémoniens, peuple de Lacédémone (Λακεδαίμων / Lakedaimôn).
Les mœurs des Hénioches, ainsi que celles des Achéens et des Zygiens leurs voisins, sont très farouches. Habitant un pays pauvre et montueux, sans ports et sans plaines, la mer est leur ressource ; ils vivent de pillage, ils sont corsaires par besoin. Ils fabriquent de petits esquifs, qui peuvent contenir 25 ou au plus 30 hommes d'équipage, et qu'ils nomment camares. Quand cette flotte de barques est réunie, ils croisent sur tous les points de la mer Noire ; ils attaquent les vaisseaux marchands et les villes maritimes. De retour dans leur dans leur patrie, ceux qui n'ont pas de ports chargent leurs camares sur leurs épaules, les portent dans les forêts où ils font leur demeure pendant l'hiver, et les reportent de nouveau à la mer lorsqu'elle redevient navigable. Souvent même chez l'ennemi, ils se cachent avec leurs camares dans l'épaisseur des bois, et rôdent alentour le jour et la nuit pour faire quelques prisonniers. Ils ne sont pas difficiles sur la rançon de leurs captifs ; quelquefois même, quand ils en ont enlevé un certain nombre, du milieu de la mer, ils font à leurs parents un signal pour qu'ils viennent les racheter .